# TiMi Studio Group
TiMi Studio Group, filial de Tencent Holdings, es un estudio que desarrolla videojuegos con sede central en Shenzhen, China, teniendo otras áreas en Los Ángeles, Chengdu y en Shanghái. Fundado en 2008 como Jade Studio. TiMi colabora con diferentes estudios de videojuegos en diferentes áreas que pericia y desarrolla videojuegos de diferentes géneros en PC, móviles y Nintendo Switch, incluyendo juegos como Honor of Kings, QQ Speed, Call of Duty: Mobile y la versión de IOS y Android de PlayerUnknown's Battlegrounds lanzada para China.
Actualmente el estudio esta colaborando en un nuevo juego de The Pokémon Company, Pokémon UNITE.

## Historia

### 2008-2013 como Jade Studio
El estudio comenzó en 2008 como Jade Studio en Shenzhen, China. El estudio debutó en el mercado chino de juegos de PC con QQ Speed, el juego de carreras más exitoso de China. A partir del 2 de julio de 2019, QQ Speed tiene 700 millones de usuarios registrados, con 200 millones registrados como jugadores móviles. Después de QQ Speed, el estudio lanzó su propio juego de rol multijugador masivo en línea (MMORPG) titulado The Legend of Dragon y Assault Fire (FPS) Assault Fire en 2011 y 2012. En 2013, el estudio debutó en los juegos móviles con el lanzamiento de dos juegos exclusivos de WeChat: We Match y We Run.

### 2014-2016 formación de TiMi Studios
En 2014, Jade Studio se fusiono con dos estudios, Wolong Studio con sede en Chengdu y Tianmeiyiyou Studio con sede en Shanghái para formar TiMi Studios. Tras la fusión, en 2015, el estudio debutó en los juegos móviles con el juego Massive Online Battle Arena (MOBA), Honor of Kings. A partir de julio de 2019, Honor of Kings es el juego móvil más rentable a nivel mundial de la primera mitad de 2019, ganando más de $ 728 millones. En 2016, el estudio presentó la King Pro League (KPL): un deporte competitivo oficial para Honor of Kings. El KPL marcó la primera entrada de los estudios en los deportes electrónicos, proporcionando un premio acumulado de $ 12 millones de dólares.

### 2016-presente
Tras el éxito de Honor of Kings, en 2016, el estudio lanzó Arena of Valor. El juego MOBA móvil se lanzó en más de 50 países de Asia, Europa, América del Norte y América del Sur, ampliando el alcance del estudio en todo el mundo, con más de 13 millones de usuarios activos mensuales informados en mayo de 2019. El juego se convirtió en un torneo oficial en los Juegos Asiáticos de 2018. El 18 de marzo de 2019 en la Game Developers Conference (GDC) en San Francisco (California), Activision anunció que se asociará con TiMi Studios para desarrollar su próximo título, Call of Duty: Mobile. El juego se lanzó en todo el mundo el 1 de octubre de 2019. A partir del 4 de octubre de 2019, el juego ha superado los 35 millones de descargas y más de $ 2 millones en ingresos. 
En julio de 2019, TiMi Studios anunció su colaboración con The Pokémon Company para el desarrollo de un nuevo juego de la serie Pokémon. 
El 20 de mayo de 2020 se reveló que Scott Warner, un empleado de 343 Industries y Ubisoft, sería el nuevo director del estudio en las oficinas estadounidenses de TiMi Studios. El 24 de junio se reveló el nuevo juego de Pokémon, titulado Pokémon Unite un juego de estrategia en tiempo real para móviles y Nintendo Switch. El 27 de junio, TiMi Studios y SNK anunciaron un nuevo juego de móviles basado en la franquicia Metal Slug, titulada Metal Slug Code: J. En noviembre de ese mismo año, el estudio anunció que su videojuego Honor of Kings cuenta con más de 100 millones de jugadores activos en todo el mundo.
El 13 de mayo de 2021, el estudio anuncia una colaboración con Microsoft para el desarrollo de futuros juegos en móviles utilizando las propiedades intelectuales de Xbox Game Studios. El 25 de junio, Tencent anunció que el estudio se expandiría con una nueva oficina en Seattle manteniéndose con una plantilla de 25 personas, para el desarrollo de juegos AAA, con el objetivo de expandirse al mercado occidental.

## Videojuegos Desarrollados
| Año  | Título                                    | Plataforma                      |
| ---- | ----------------------------------------- | ------------------------------- |
| 2007 | QQ Three Kingdoms                         | Microsoft Windows               |
| 2008 | QQ Speed                                  | Microsoft Windows               |
| 2010 | The Legend of Dragon                      | Microsoft Windows               |
| 2011 | The King of Dazzling Fighters             | Microsoft Windows               |
| 2012 | Assault Fire                              | Microsoft Windows               |
| 2013 | Age of Gunslingers                        | Microsoft Windows, Android, iOS |
| 2013 | We Match                                  | Android, iOS                    |
| 2013 | We Run                                    | Android, iOS                    |
| 2014 | We Fight                                  | Android, iOS                    |
| 2014 | We Drift                                  | Android, iOS                    |
| 2014 | Let's Catch Demons Together!              | Android, iOS                    |
| 2014 | Eliminator Alliance                       | Android, iOS                    |
| 2014 | Fantasy Fighters                          | Android, iOS                    |
| 2015 | Honor of Kings                            | Android, iOS                    |
| 2015 | CrossFire Legends                         | Android, iOS                    |
| 2016 | Arena of Valor                            | Android, iOS, Nintendo Switch   |
| 2017 | King of Chaos                             | Android, iOS                    |
| 2017 | QQ Speed: Mobile                          | Android, iOS                    |
| 2018 | The Legend of Dragon Mobile               | Android, iOS                    |
| 2018 | PlayerUnknow's Battlegrounds: Army Attack | Android, iOS                    |
| 2018 | The King of Fighters: Destiny             | Android, iOS                    |
| 2018 | Contra: Return                            | Android, iOS                    |
| 2019 | Battle Through The Heavens                | Android, iOS                    |
| 2019 | Saint Seiya Mobile                        | Android, iOS                    |
| 2019 | Call of Duty: Mobile                      | Android, iOS                    |
| 2021 | Pokémon UNITE                             | Android, iOS, Nintendo Switch   |
| TBA  | Metal Slug CODE: J                        | Android, iOS                    |
| TBA  | Age of Empires Mobile                     | Android, iOS                    |
| TBA  | Honor of Kings: World                     | TBA                             |